# Adolf Schulte
Adolf Schulte (ur. 24 grudnia 1894, zm. 12 kwietnia 1917) – as lotnictwa niemieckiego Luftstreitkräfte z 9 potwierdzonymi zwycięstwami w I wojnie światowej.
Adolf Schulte  szkoleniu pilotażu na samolotach myśliwskich został w listopadzie 1916 roku przydzielony do eskadry Jagdstaffel 12. Pierwsze zwycięstwo odniósł 11 grudnia. Do 12 kwietnia osiągnął 8 potwierdzonych oraz 3 niepotwierdzone zwycięstwa powietrzne. Zginął w czasie pierwszej fazy bitwy o Arras, kiedy pilotowany przez niego Albatros D.III zderzył się z brytyjskim dwumiejscowym samolotem Royal Aircraft Factory F.E.2b. W wyniku katastrofy trzej piloci zginęli.

## Odznaczenia
- Krzyż Żelazny I Klasy
- Krzyż Żelazny II Klasy